# شهرستان اندرسون (کانزاس)
شهرستان اندرسون، کانزاس (به انگلیسی: Anderson County, Kansas) شهرستانی در ایالات متحده آمریکا است که در کانزاس واقع شده‌است.